# サブロウ
サブロウ（学名：Occella iburia）は、カサゴ目トクビレ科に属する魚類の一種。

## 分布
銚子以北の太平洋沿岸に分布する。

## 特徴
体長20cm。体色は暗褐色で、胸鰭には黒色の斑点が散在する。第1背鰭は12-14棘、第2背鰭は8-10軟条。
水深50-300mの砂底に生息する。

## 近縁種
- ヤセサブロウ Occella kasawae (Jordan et Hubbs, 1925) - 北海道の太平洋岸に分布。
- シロウ Occella kuronumai (Freeman, 1951) - 北日本の日本海岸に分布。
- カムトサチウオ Occella dodecaedron (Tilesius, 1813) - 日本海、オホーツク海、ベーリング海に分布。